# Núcleo 15
Núcleo 15 é um bairro da zona norte da cidade de Manaus. A Vila Manaus, na verdade, fica dentro do bairro Cidade Nova e é formado pelas ruas João Câmara até a Rio Guaíba.
A história do bairro Vila Manaus é fortemente ligada à história do bairro Cidade Nova. Em 1979, devido ao grande crescimento populacional que Manaus ganhava na época com a instalação da zona franca, o poder público realizou o projeto "cidade nova", que construía habitações para as famílias oriundas de outros estados e do interior do Amazonas. O projeto habitacional tinha o propósito de evitar o crescimento de Manaus através de invasões de terras e formação de favelas. Logo, foi construído o bairro "Cidade Nova, projetado para ser o maior bairro da cidade com uma grande área comercial. O propósito foi atingido pelo poder público e com a criação desse bairro bem projetado, foram criados vários bairros próximos a ele, como é o caso da Vila Manaus, além de outros como o Amazonino Mendes e Nossa Senhora de Fátima.

## Origem do bairro
O bairro formou-se por volta de 1985. Naquela época, a região do atual conjunto era completamente isolada do restante da cidade e, por isso, considerada como zona rural.
Primeiramente, o nome do conjunto era Lagoa Azul, mas anos depois o conjunto passou a ser chamado de Professora Rosângela Sousa em homenagem a uma professora querida da comunidade. Em 2009, a prefeitura da cidade mudou o nome para Vila Manaus.

## Transportes
É servido pela empresa de ônibus Amazon Líder, que atualmente opera nas seguintes linhas neste bairro:
| Linha | Origem                                            | Empresa      | Principais pontos do trajeto                |
| ----- | ------------------------------------------------- | ------------ | ------------------------------------------- |
| 039   | Núcleo 15 ↔ Terminal de Integração da Cidade Nova | Amazon Líder | Terminal de Integração da Cidade Nova       |
| 439   | Núcleo 15 ↔ Centro                                | Amazon Líder | Núcleo 21, Amazonino Mendes, Aleixo, Centro |

## Dados do Conjunto
- População: 3 736 moradores.